# Campionato europeo di pallanuoto 1983 (maschile)
La XVI edizione del campionato europeo di pallanuoto si è tenuta a Roma, presso gli impianti del Foro italico, dal 20 al 27 agosto 1983.
L'Unione Sovietica ha conquistato il suo terzo titolo europeo precedendo Ungheria e Spagna, per la prima volta sul podio.

## Risultati
| Data     | Gara             | Gara    | Gara             |
| -------- | ---------------- | ------- | ---------------- |
| 20-08-83 | Italia           | 9 -9    | Jugoslavia       |
| 20-08-83 | Ungheria         | 12 - 10 | Spagna           |
| 20-08-83 | Romania          | 11 - 16 | Unione Sovietica |
| 20-08-83 | Germania Ovest   | 9 - 5   | Paesi Bassi      |
| 21-08-83 | Ungheria         | 10 - 9  | Germania Ovest   |
| 21-08-83 | Jugoslavia       | 10 - 5  | Paesi Bassi      |
| 21-08-83 | Unione Sovietica | 10 - 9  | Spagna           |
| 21-08-83 | Italia           | 10 - 3  | Romania          |
| 22-08-83 | Jugoslavia       | 5 - 3   | Germania Ovest   |
| 22-08-83 | Spagna           | 9 - 8   | Romania          |
| 22-08-83 | Ungheria         | 9 - 9   | Paesi Bassi      |
| 22-08-83 | Unione Sovietica | 9 - 6   | Italia           |
| 23-08-83 | Unione Sovietica | 8 - 6   | Paesi Bassi      |
| 23-08-83 | Spagna           | 9 - 8   | Jugoslavia       |
| 23-08-83 | Germania Ovest   | 7 - 7   | Romania          |
| 23-08-83 | Ungheria         | 9 - 3   | Italia           |
| 25-08-83 | Unione Sovietica | 12 - 10 | Ungheria         |
| 25-08-83 | Jugoslavia       | 11 - 8  | Romania          |
| 25-08-83 | Italia           | 8 - 10  | Paesi Bassi      |
| 25-08-83 | Spagna           | 8 - 7   | Germania Ovest   |
| 26-08-83 | Jugoslavia       | 8 - 8   | Unione Sovietica |
| 26-08-83 | Spagna           | 8 - 7   | Paesi Bassi      |
| 26-08-83 | Germania Ovest   | 9 - 8   | Italia           |
| 26-08-83 | Ungheria         | 9 - 5   | Romania          |
| 27-08-83 | Spagna           | 13 - 18 | Italia           |
| 27-08-83 | Unione Sovietica | 9 - 9   | Germania Ovest   |
| 27-08-83 | Jugoslavia       | 7 - 8   | Ungheria         |
| 27-08-83 | Paesi Bassi      | 6 - 5   | Romania          |

## Classifica finale
|    | Squadra          | Punti | G | V | N | P | GF | GS | DR  |
| -- | ---------------- | ----- | - | - | - | - | -- | -- | --- |
|    | Unione Sovietica | 12    | 7 | 5 | 2 | 0 | 72 | 59 | +13 |
|    | Ungheria         | 11    | 7 | 5 | 1 | 1 | 67 | 55 | +12 |
|    | Spagna           | 8     | 7 | 4 | 0 | 3 | 66 | 70 | -3  |
| 4. | Jugoslavia       | 8     | 7 | 3 | 2 | 2 | 58 | 50 | +8  |
| 5. | Germania Ovest   | 6     | 7 | 2 | 2 | 3 | 53 | 52 | +1  |
| 6. | Paesi Bassi      | 5     | 7 | 2 | 1 | 4 | 48 | 57 | -9  |
| 7. | Italia           | 5     | 7 | 2 | 1 | 4 | 62 | 62 | 0   |
| 8. | Romania          | 1     | 7 | 0 | 1 | 6 | 47 | 68 | -21 |

### Campioni
| Oro |
| Unione Sovietica Evgenij Šaranov Igor' Sedov Pavel Prokopčuk Evgenij Grishin Sergej Naumov Aleksandr Kabanov Sergej Kotenko Ėrkin Šagaev Giorgi Mshvenieradze Michail Ivanov Nurlan Mendygaliev Nikolaj Smirnov Mikhail Giorgadze |